# 대한민국 헌법 제127조
대한민국 헌법 제127조는 헌법 제9장의 조항이다. 모두 3항으로 구성되어 있다.

## 본문
① 국가는 과학기술의 혁신과 정보 및 인력의 개발을 통하여 국민경제의 발전에 노력하여야 한다.

② 국가는 국가표준제도를 확립한다.

③ 대통령은 제1항의 목적을 달성하기 위하여 필요한 자문기구를 둘 수 있다.

## 같이 보기
- 대한민국 헌법 제9장